# Mariam Brahim
Pour les articles homonymes, voir Brahim (homonymie).
Mariam Brahim est une médecin tchadienne. Elle a travaillé comme professeure et pédiatre à l'Université de N'Djamena. Formée en Union soviétique, elle est diplômée d'une école de médecine de Leningrad en 1983 et a obtenu son doctorat de l'Académie russe des sciences de Moscou en 1997. Aux côtés du médecin Grace Kodindo, Brahim a coordonné et supervisé des programmes de santé publique pour la santé des enfants au Tchad de 1997 à 2006.

## Biographie

### Enfance et éducation
Mariam Brahim est née le 16 juin 1956 à Abéché, Tchad de Fatimé Fadoul et Brahim Djadarab. Elle fréquente l'école primaire à Abéché aux côtés de ses quatre frères et sœurs et termine ses études secondaires au Lycée Franco-Arabe. Elle apprend l'anglais et se rend à N'Djamena pour suivre les cours finaux en vue de ses examens du baccalauréat. Malgré des professeurs de français qui se moquent parfois d'elle et affirment que « les femmes ne peuvent pas maîtriser la géométrie », elle réussit l'examen en 1976. 
Mariam envisage de poursuivre des études d'architecture à l'université de N'Djaména, mais à la suggestion de son cousin, elle demande un financement pour étudier en Union soviétique et reçoit une bourse pour étudier la médecine. En Union soviétique, elle étudie la langue russe à Rostov-sur-le-Don. Elle s'inscrit dans une école de médecine de Leningrad réputée pour son programme de pédiatrie et y obtient son diplôme en 1983. 

### Carrière
Après s'être mariés en 1983 à Moscou, Brahim et son mari décident de ne pas retourner au Tchad, où Hissène Habré a pris le pouvoir. Son mari trouve un emploi à Brazzaville en République du Congo. Elle trouve un emploi de médecin à Brazzaville, poste qu'elle occupe de 1986 à 1989. Elle revient à N'Djamena en 1989 pour s'occuper de sa famille. Après l'arrivée au pouvoir d'Idriss Déby au Tchad, le gouvernement nomme le mari de Brahim ambassadeur en Russie en 1991. Brahim poursuit ses études à l'Académie russe des sciences de Moscou et rédige une thèse sous la direction d'une professeure de médecine, obtenant un doctorat en 1996. 
Brahim retourne au Tchad en 1997, travaillant à l'Université de N'Djamena en tant que professeure et pédiatre. Elle considère les programmes de santé publique comme importants et travaille avec sa collègue pédiatre tchadienne Grace Kodindo de 1997 à 2006. Brahim coordonne et supervise des programmes de santé publique, y compris un programme national visant à promouvoir l'éducation populaire à la santé des enfants en 1999,. 
Brahim est interviewée par l'anthropologue Marie-José Tubiana. Elle déclare à Tubiana que son travail la tient tellement occupée qu'elle ne découvre qu'elle est déléguée à une convention constitutionnelle au début des années 1990 grâce à une annonce à la radio. 

## Vie privée
Brahim se marie en 1983 à Moscou. Elle a cinq enfants, dont trois sont nés en Union soviétique et les deux autres en République du Congo et au Tchad. 

## Lectures complémentaires
- Marie-José Tubiana. Parcours de femmes : Les nouvelles élites, entretiens, 1997-2003 . Paris : Sépia, 2004.